# インテリア (映画)
『インテリア』 (Interiors) は、ウディ・アレン監督・脚本による1978年のアメリカ映画である。

## ストーリー
ロングアイランドの海岸沿いの瀟洒な家に住む富裕な実業家アーサーは、高名なインテリア・デザイナーであるイヴとは結婚30年を迎え、3人の娘たちは、それぞれ独立していた。長女のレナータは売れっ子の女流詩人だったが、売れない作家の夫フレデリックとの間はうまくいっていない。次女のジョーイも作家で姉にライバル意識を持っており、映画作家の夫マイクと都心に住んでいた。三女フリンは恵まれた容姿と肢体を活かして女優として活躍していた。高慢で自分勝手な性格のイヴは人の思惑に構わず行動するので何かとトラブルの種を撒いていた。
ある日アーサーは娘たちとの朝食の席で目の前にいる妻に対し別居を宣言する。自分の美意識と創造力で家庭の主のように振る舞ってきた妻の姿に耐えられなくなった、というのだ。やがてアーサーが出ていく前にイヴは独りひっそりと家を出て行った。すでに精神的に不安定になっていた彼女はこの別居によって症状が悪化。その奔放さに振り回され続けていた娘たちだが、さすがに一人で暮らす母親に同情し細やかな気遣いを示すがイヴの憂鬱は深まり、遂にガス自殺を図った。一命はとりとめたがイヴにとっては傷心の日々が続き、娘たち自身もパートナーとの関係に悩みがあり、それはイヴへの気遣いとも絡んで事態を複雑化していく。
一方ギリシャへ旅行へ出かけたアーサーは、レナータの家で開かれたパーティーに旅先で知り合ったパールという女性を連れて来た。パールは勝気そうだが常識的でイヴとはまるで正反対のタイプだった。アーサーはパールとの再婚の意向を娘たちに伝える。反対を押し切りアーサーが正式にイヴとの離婚を申し立てパールと結婚した。父の願いを入れて結婚式に列席した三人の娘たちは、式後の空虚なパーティーで複雑な心境を隠すことができなかった。その夜、イヴが一同の寝静まったロングアイランドの家にそっとやって来て、夜明けの海に憑かれたように入っていく。ジョーイが気がついて救出しようとするが、もはや遅かった。葬式の朝、三姉妹の胸には様々な思いが渦巻き海を見つめるのだった。

## キャスト
※括弧内は日本語吹替（初回放送1984年11月2日 TBS『金曜ロードショー』）
- イヴ - ジェラルディン・ペイジ（平井道子）
- アーサー - E・G・マーシャル（宮川洋一）
- レナータ - ダイアン・キートン（田島令子）
- ジョーイ - メアリー・ベス・ハート（岡本茉利）
- フリン - クリスティン・グリフィス（潘恵子）
- パール - モーリン・ステイプルトン
- マイク - サム・ウォーターストン
- フレデリック - リチャード・ジョーダン（堀勝之祐）

## 受賞・ノミネート
| 賞                           | 部門       | 候補                             | 結果       |
| ---------------------------- | ---------- | -------------------------------- | ---------- |
| アカデミー賞                 | 主演女優賞 | ジェラルディン・ペイジ           | ノミネート |
| アカデミー賞                 | 助演女優賞 | モーリン・ステイプルトン         | ノミネート |
| アカデミー賞                 | 監督賞     | ウディ・アレン                   | ノミネート |
| アカデミー賞                 | 脚本賞     | ウディ・アレン                   | ノミネート |
| アカデミー賞                 | 美術賞     | メル・ボーン、ダニエル・ロバート | ノミネート |
| ニューヨーク映画批評家協会賞 | 助演女優賞 | モーリン・ステイプルトン         | 受賞       |
| ロサンゼルス映画批評家協会賞 | 助演女優賞 | モーリン・ステイプルトン         | 受賞       |
| 英国アカデミー賞             | 助演女優賞 | ジェラルディン・ペイジ           | 受賞       |
| 英国アカデミー賞             | 新人賞     | メアリー・ベス・ハート           | ノミネート |